# Біхарілал Чакраборті
Біхарілал Чакраборті (*বিহারীলাল চক্রবর্তীর, 1834 —1894) — бенгальський поет та журналіст, один з представників Бенгальського Просвітництва.

## Життя та творчість
Походив з родини середнього статку. Здобув середню освіту у Калькуті. Замолоду затоваришував з родиною Тагорів. Став прихильником ідей просвітництва. Водночас у нього проявився хист до поезії. Як засіб розповсюдження своїх ідей та знань став спочатку співпрацювати з калькутськими газета та журналами. У 1866–1869 роках видавав власний журналі «Ободхбондху».
У творчості Біхарілала проявилося затвердження культу природи, протест проти придушення природних внутрішніх запитів особистості. Його поезії притаманна найтонша нюансування душевних імпульсів, гостре і проникливе сприйняття природи. У віршах немає енергійного призову до протесту, героїчного пафосу боротьби, але в них є елегічна задушевність, сумна скарга на лиха, що випали на долю його вітчизни і гірке усвідомлення власного безсилля («Море»).
У багатьох віршах Біхарілала виражено неприйняття марноти, де панує самовдоволення і засилля «розжирлевих багатіїв». Він оспівав природу рідної Індії, з проникливістю і теплотою зобразив образ бенгальської жінки («Бенгальська красуня»). Особливої глибини досягла лірика в найкращому творі Біхарілала «Пам'яті Шароді» (1879 рік), де передані інтимні переживання і роздуми поета.